# Cromacio de Aquilea

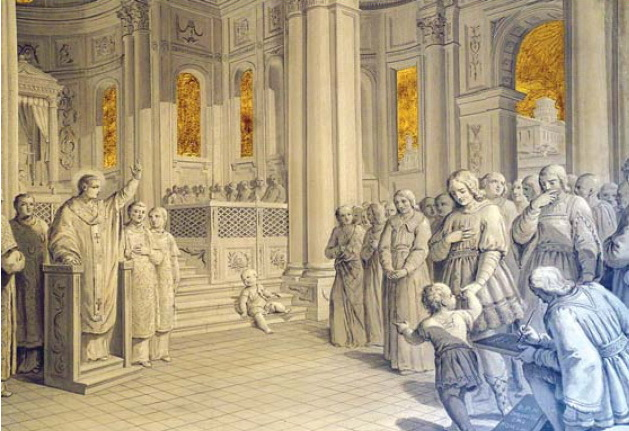
San Cromacio predica en la basílica de Aquilea (Italia). Obra de Pier Antonio Novelli en el Duomo de Údine (Italia).

Cromacio de Aquilea (Aquilea, entre el 335 y el 340 - 406/407) fue un obispo italiano.

## Historia
Cromacio nació entre el 335 y el 340 en Aquilea (Italia) (o al menos fue criado en esa villa en el norte de Italia, cerca de la frontera con Iliria-Croacia). La suya fue una familia cristiana particularmente devota; en efecto, según una carta enviada por san Jerónimo al archidiácono Joviniano, Cromacio, su hermano Eusebio y sus hermanas, consagradas al cristianismo, vivían juntos con su madre. Desde el 370 fue miembro del clero de Aquilea, uno de los nudos de tránsito más importantes entre Oriente y Occidente. Como íntimo colaborador del obispo Valeriano tomó parte en un sínodo local, que bajo la dirección de Ambrosio condenó en el 381 el llamado arrianismo occidental. También condenó a Paladio y Secundino ―los dos obispos arrianos de Iliria―.
En el 387 se convirtió en obispo de Aquilea; en este cargo desarrolló una viva actividad pastoral y trabajó además por la paz de la Iglesia. Como obispo de Aquilea, Cromacio desarrolló una vasta actividad de pastor y de predicador, de la que hacen eco tanto Jerónimo como Rufino en los prólogos de las obras que le dedican. Destaca en ella, su solicitud por la concordia eclesiástica, de la que son muestra su comportamiento con sus viejos amigos Jerónimo y Rufino, divididos a la sazón por una enemistad implacable, y su intervención a favor de Juan Crisóstomo ante el emperador Arcadio. Cromacio expone su programa de pacificación en su Sermo de octo beatitudinibus.
La sedimentación escrita de sus numerosos sermones se ha conocido recientemente; sobre el Evangelio de Mateo, suele seguir una exégesis y se atiene a los grandes padres latinos. El obispo más célebre de Aquilea respondió con sus sermones y homilías a las necesidades espirituales de su grey, atribulada por las herejías y sobre todo, por las invasiones de los bárbaros.
Antes de su muerte en el 407 tuvo que padecer los horrores de la invasión de los godos.

## Obras
Su obra comprende hoy 43 sermones y 60 homilías acerca del Evangelio de Mateo. Los sermones, conservados, en gran parte, en estado fragmetario, se dividen en cuatro clases: de scriptura, de tempore, de santis y deveris. Los tractus ofrecen, aproximadamente, la mitad del comentario evangélico, que ―muy posiblemente― Cromacio no terminó. Estas homilías, compuestas después del 398 y de la colección de sermones, exponen el Evangelio de Mateo según las reglas herméneuticas de la época, con una acentuada predilección por la interpretación literaria.
Entre las fuentes de los sermones y las homilías de Cromacio, los editores han descubierto, sobre todo, a
Ambrosio,
Cipriano,
Gregorio de Elvira,
Hilario de Poitiers y
Tertuliano.